# Maria Rieck-Müller
Sara Maria Polonia Rieck-Müller, född Sundberg 8 mars 1863 i Sundsvall, död den 4 december 1955 i Engelbrekts församling i Stockholm, var en svensk författare.

## Biografi
Maria Rieck-Müllers föräldrar var den välbärgade grosshandlaren och redaren August Sundberg och Catharina Maria Gröndahl. Hon gifte sig 1885 med järnvägsingenjören och flottningschefen Jacob Rieck-Müller och fick fyra döttrar. Familjen flyttade runt i Norrland till olika järnvägsbyggen och flottningar. Under parets tid i Vännäs grundade hon tidskriften Nordan. Hon skrev i Svenska Turistföreningens årsskrift 1912, mot bakgrund av sin uppväxt, om borgerskapets leverne och nöjen i den gamla trästaden Sundsvall. Tillsammans med författaren Olof Högberg skrev hon boken Medelpad och Ångermanland, utgiven i två band 1920 och avsedd för skolbruk. Hon författade även en bok om Pelle Molin. Sedan familjen flyttat till Stockholm 1902 medarbetade Rieck-Müller också i bland annat Hertha, Idun och Veckojournalen.